# Lužnice (fiume)
Il Lužnice è un fiume che nasce sui monti Gratzen  in Austria ma dopo circa 4 Km entra nel territorio della Repubblica Ceca, dove scorre per altri 200 chilometri circa per confluire nella Moldava, dopo un percorso totale di 208 chilometri. Fra i suoi affluenti si ricorda il Nežárka.

## Centri abitati attraversati dal Lužnice
- Gmünd
- České Velenice
- Třeboň
- Veselí nad Lužnicí
- Soběslav
- Tábor
- Bechyně
- Týn nad Vltavou